# Mesure des oxydes d'azote
 (décembre 2011).
Si vous disposez d'ouvrages ou d'articles de référence ou si vous connaissez des sites web de qualité traitant du thème abordé ici, merci de compléter l'article en donnant les références utiles à sa vérifiabilité et en les liant à la section « Notes et références ».
Les oxydes d’azote notés NOx sont des polluants qui peuvent notamment avoir des impacts en matière d'effet de serre, d'acidification de l'air, etc. Leur émission ont fortement augmenté depuis 1950 avec le développement massif des transports et des industries. Actuellement, 60 % des émissions sont liées aux transports. Les installations de combustion (centrales thermiques, chauffages…) sont également responsables d’une forte part des émissions. Les NOx sont également l'un des nombreux composés de la fumée de tabac.
Ces composés (NOx) menacent l’environnement, mais présentent aussi des risques non négligeables pour notre santé. Dans le cadre du concept de développement durable, qu’on peut définir comme « un développement qui répond aux besoins du présent sans compromettre la capacité des générations futures à répondre aux leurs »  (1987 - Mme Gro Harlem Bruntdland, Premier Ministre norvégien.) et au vu des menaces représentées par ces oxydes d’azote, il est urgent de savoir contrôler leurs émissions.
C’est pourquoi les législations française et européenne sont de plus en plus sévères et imposent des limites en matière d’exposition, de concentration, de débit et de flux.
Le NO n'est soumis à aucune réglementation car il est considéré comme beaucoup moins toxique que son produit d'oxydation, le dioxyde d'azote. Ce dernier est ainsi soumis à une réglementation très stricte (voir annexes).
Il devient donc nécessaire de pouvoir fournir des mesures toujours plus sûres de ces gaz polluants, et de connaître le degré de fiabilité de résultats obtenus.

## Dosage des oxydes d’azote
Il existe de nombreuses méthodes de dosage des oxydes d’azote, aux époques d’emploi et aux précisions bien différentes. 
Voici trois méthodes représentatives de l’évolution des techniques et leur retentissement sur la précision et la fiabilité des mesures. On peut ainsi étudier, dans leur ordre chronologique de découverte et d’utilisation, les procédés suivants : la colorimétrie, la spectrométrie infrarouge et la chimiluminescence.

### Colorimétrie
PrincipeIl s’agit d’une méthode colorimétrique simple. Elle repose sur le principe de coloration du milieu à la suite d'une réaction chimique entre une solution absorbante et le gaz à étudier. Plus la coloration est importante, plus la concentration du gaz à étudier est importante dans l’échantillon.
ApplicationEn pratique, cela nécessite un piégeage des oxydes d'azote par barbotage de l'air à analyser. On utilise la méthode de Griess-Saltzman modifiée : on fait barboter l’air à analyser dans une solution dite de Saltzman. Il y a alors formation (lente) d’une coloration rose-violacée.
Cette méthode est surtout comparative. Pour obtenir des mesures plus précises, il est possible d'utiliser un spectromètre.

### Spectrométrie infrarouge
PrincipeLes molécules organiques absorbent la lumière pour des longueurs d’onde bien précises pour chacune d’entre elles. La longueur d’onde de la lumière utilisée varie selon le type de spectroscopie utilisée. On s’intéresse ici à la spectroscopie par absorption infrarouge.
La spectrométrie infrarouge est la mesure de la longueur d’onde et de l’intensité de la lumière infrarouge moyenne absorbée par un échantillon.
Les longueurs d'onde d'absorption des NOx sont : 5,26 µm pour NO et 8,06 µm pour NO2
ApplicationUn spectromètre infrarouge est un instrument qui fait passer de la lumière infrarouge à travers une molécule organique. Il produit un spectre contenant un graphe du montant de lumière transmise sur l’axe vertical, par rapport à la longueur d’onde de la radiation infrarouge sur l’axe horizontal. Dans les spectres infrarouges les pics d’absorption correspondent au pourcentage de transmission de la radiation à travers l’échantillon. L’absorption de la radiation abaisse la valeur du pourcentage de transmission.
En pratique, on utilise deux cellules : une cellule de référence dans laquelle est placée un gaz de référence, et une cellule dans laquelle est placée le gaz à analyser. 
Le rayonnement infrarouge I est absorbé par le gaz à étudier dans des proportions bien précises : {\displaystyle I=I_{0}\times e^{(-\alpha \times L\times C)}}.
- {\displaystyle \alpha } : constante
- L est la longueur de la cuve
- C est la concentration recherchée

Cette méthode permet de fournir une information à la fois qualitative, mais aussi quantitative. En effet, il est possible de déterminer la nature du gaz considéré en observant à quelle fréquence les radiations ont été absorbées, mais aussi quelle est sa concentration. Pour cela il suffit d’étudier l’intensité du rayonnement IR absorbé et en enduire la valeur C de la concentration.
Les sources infrarouges consistent en un solide inerte, chauffé électriquement à une température entre 1 500 °C et 2 200 °C. Le matériau chauffé émet ensuite une radiation infrarouge.

### Chimiluminescence
PrincipeLa chimiluminescence est le phénomène par lequel certaines molécules portées à un état excité retournent à l’état fondamental en restituant une partie de l’énergie sous forme d’émission de lumière.
L'ozone réagit avec du monoxyde d'azote pour donner du dioxygène et du dioxyde d'azote en suivant la réaction chimique rapide et chimiluminescente suivante :
NO + O3 → NO2* + O2
NO2* → NO2 + hv
Le dioxyde d’azote excité en passant à son état stable émet par chimiluminescence des radiations dans le proche infrarouge.
Cette technique, aboutie en 1978, est aujourd’hui la plus employée pour les mesures d’oxydes d’azote.
Il s’agit de placer l’échantillon à étudier en présence d’ozone en excès. Il y a alors émission de lumière ; cette émission est proportionnelle à la concentration en monoxyde d’azote. On peut grâce à un photomultiplicateur (préalablement étalonné) déterminer [NO]. Si l’échantillon contient du dioxyde d'azote, il est possible de déduire [NO2] par différence. 
Remarque : Il est également possible d’utiliser la réaction de chimiluminescence entre le dioxyde d’azote et le luminol. On se limite ici à l’application de la réaction entre le monoxyde d’azote et l’ozone.
ApplicationOn considère un échantillon à analyser contenant, entre autres, une certaine quantité de monoxyde d’azote et une autre de dioxyde d’azote. On sépare l’échantillon en deux parties homogènes et de même volume.
- Mesure du NO :

Le premier volume est envoyé dans une chambre à réaction où il est mélangé à de l'ozone présent en excès. Le rayonnement produit selon le mécanisme rappelé ci-dessus est mesuré par un photomultiplicateur. On en déduit la concentration [NO] de l’échantillon initial.
- Mesure du NO2 :

Le second volume est envoyé dans un four à catalyse en molybdène chauffé à haute température. Tous les oxydes d'azote sont alors réduits en NO.
Ce volume ne contenant plus que le NO est envoyé dans une autre chambre de réaction où il est mélangé à l'ozone en excès. Le rayonnement émis est maintenant proportionnel à la quantité totale d'oxydes d'azote NOx. On connaît ainsi  .
On détermine [NO2] par soustraction :  [NO2] = [NOx] - [NO] 

### Autres méthodes
Il existe de nombreuses autres moyens de mesure pour les oxydes d’azote. Pour en citer quelques-uns on trouve par exemple : les spectrométrie UV, de masse, la chromatographie, des méthodes électrochimiques…etc